# Ferdinand Stolička
Ferdinand Stolička, psáno též Stoliczka (7. července 1838 v myslivně Zámeček na území nynějšího přírodního parku Záhlinické rybníky, Bílany u Kroměříže – 19. června 1874 Murghí, Ladak, Indie), byl český cestovatel, geolog, paleontolog a přírodovědec světového významu. Oficiální autorský podpis je „Stoliczka“.

## Život

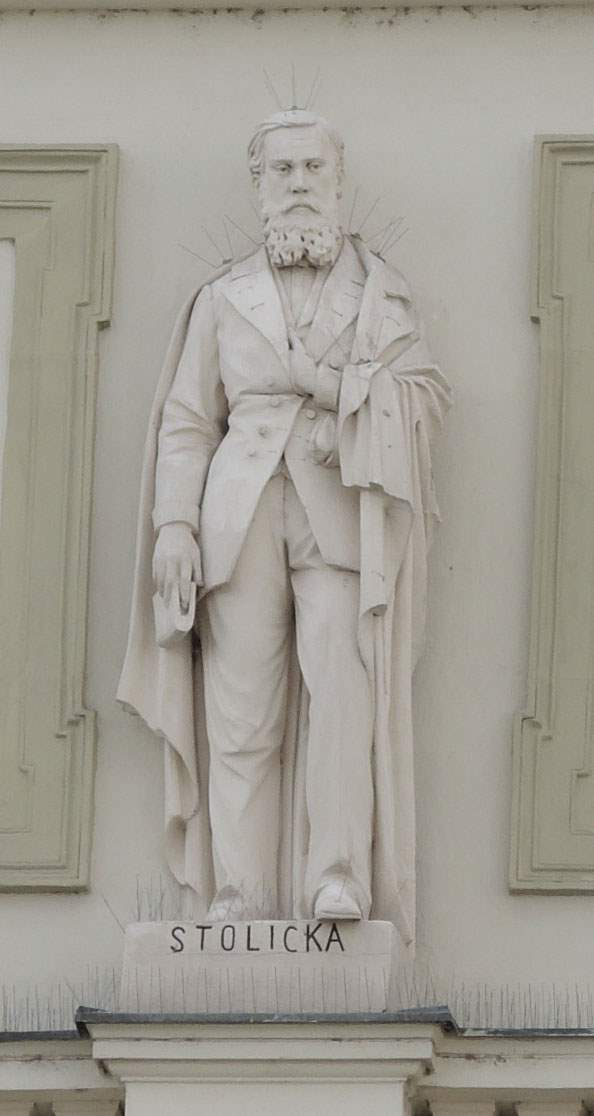
Socha na budově Justiční akademie v Kroměříži

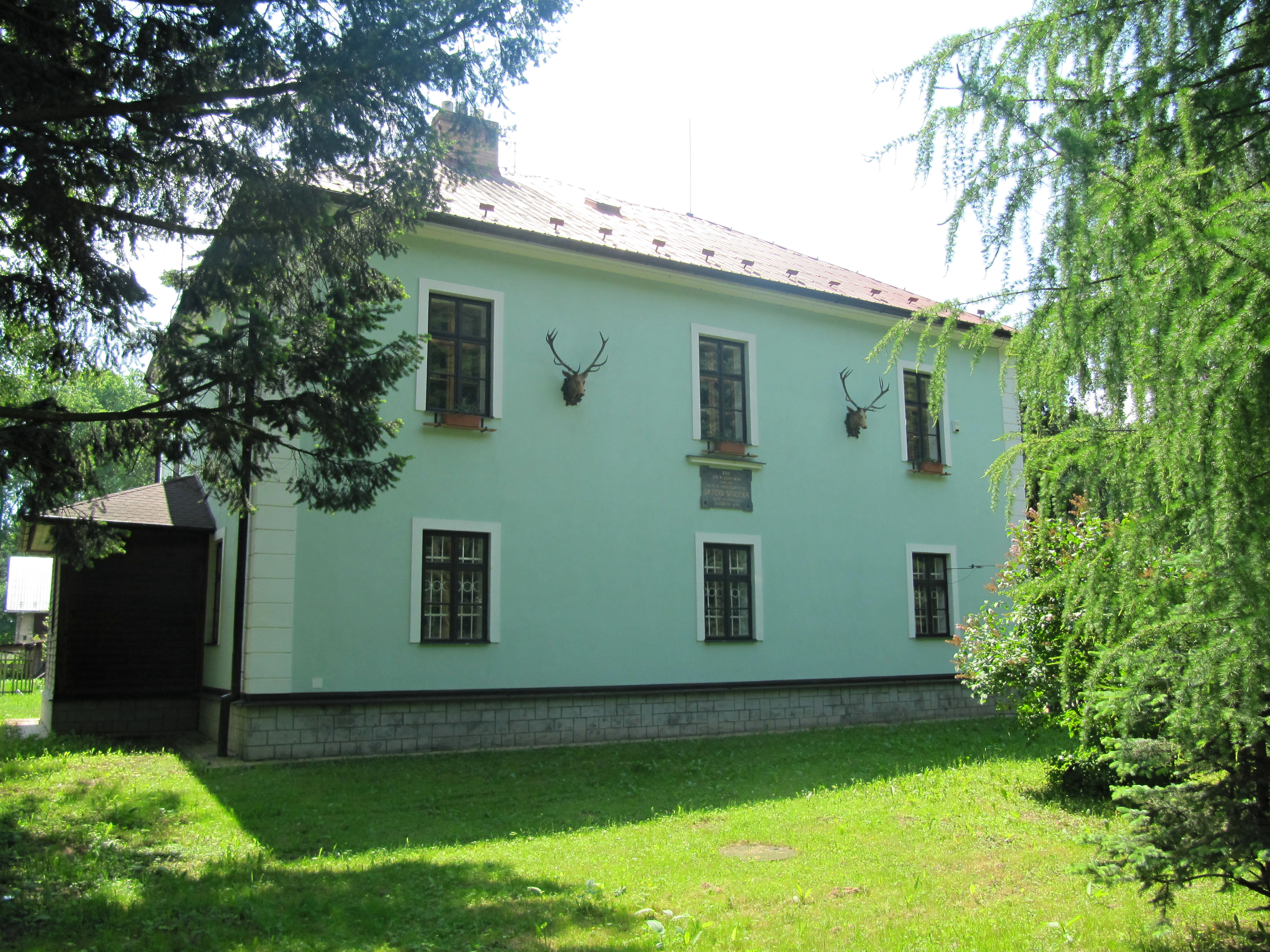
Myslivna Zámeček u Kroměříže, rodiště F. Stoličky s pamětní deskou

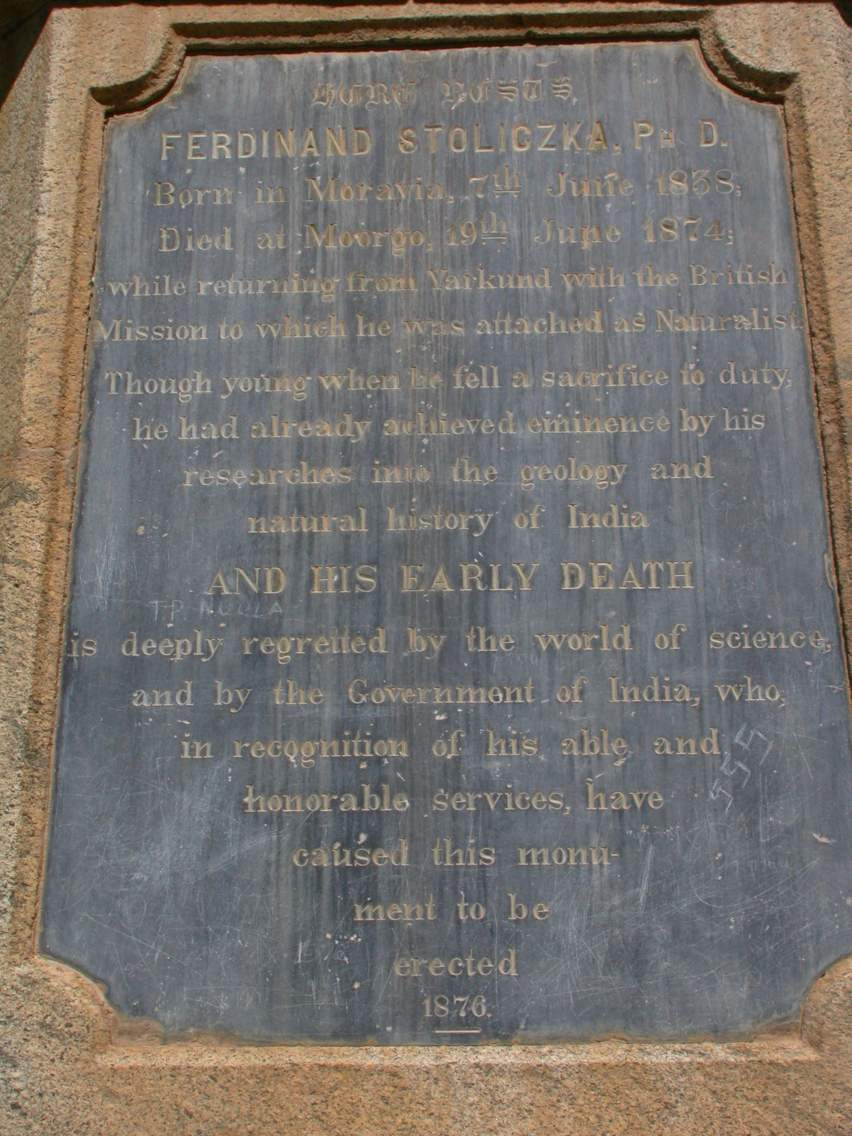
Pamětní deska v Léhu

Ferdinand Stolička se narodil 7. července 1838 v Zámečku u Kroměříže v rodině nadlesního na zdejším arcibiskupském panství. Po studiích na piaristickém gymnáziu v Kroměříži (1850–57) vystudoval geologii ve Vídni. V roce 1861 získal doktorát na univerzitě v německém Tübingenu a poté byl zaměstnán v Říšském geologickém ústavu ve Vídni. Prováděl mapování ve východních Alpách, v Uhrách a v Dalmácii.
V roce 1863 začal pracovat jako paleontolog na Indické geologické službě (anglicky Geological Survey of India) se sídlem v Kalkatě. V této funkci se zúčastnil několika výzkumných expedicí zejména v oblasti pohoří Karákóram. Na první cestu do Karákoram se vypravil v roce 1864. Během čtyřměsíční výpravy geologicky zmapoval rozsáhlé části pohoří a upřesnil, že jádro pohoří tvoří ruly, na které navazují prvohorní a druhohorní sedimenty. Přinesl poznatky i z dalších oborů, zejména z ornitologie. Po prvních dvou himálajských expedicích se Ferdinand Stolička vydal sám na soukromou výpravu do Barmy, dále navštívil Malajský poloostrov, Malakku a Singapur a poté odplul na Andamany a Nikobary. Na toto souostroví se vrátil ještě v roce 1873. V témže roce podnikl jako účastník oficiální britské diplomaticko-vojenské mise, vyslané do Východního Turkestánu třetí himálajskou expedici, která se mu stala osudnou.
Při návratu z této třetí himálajské expedice zemřel při cestě přes Karákóramský průsmyk, pravděpodobně v důsledku horské nemoci. Na jeho činnost v Indii navázal o rok později český geolog a paleontolog Otakar Feistmantel.

## Dílo
Před poslední výpravou, během níž zemřel, stačil ještě Ferdinand Stolička zaznamenat výsledky svých výzkumů v díle "Memoirs of the Geological Survey of India. Paleologica Indica".
Po Ferdinandu Stoličkovi pojmenováno několik živočišných druhů, např. motýli Parnassius stoliczkanus a Colias stoliczkana, skalní hraboš Alticola stoliczkanus nebo rod užovkovitých hadů Stoliczkaia (např. tzv. "bornejský červený had" Stoliczkaia borneensis). Stoličkovo jméno se objevuje také u řady rostlinných druhů: např. česnek Allium stoliczkae či chrpovník Saussurea stoliczkae. V České republice jsou po Ferdinandu Stoličkovi pojmenovány dvě ulice: jedna v Kroměříži a druhá v Praze-Stodůlkách. Stoličkovo jméno nese také jeden menší arktický ostrov (rusky Остров Столичка) v souostroví Země Františka Josefa, které je administrativně součástí Archangelské oblasti Ruské federace. Také můžeme najít křižovatku se Stoličkovým jménem (Stoliczka cross)
Britská koloniální vláda v Indii nechala nad Stoličkovým hrobem v Léhu vztyčit obelisk. Anglický nápis na mramorové desce zmiňuje okolnosti Stoličkovy smrti a popisuje jeho badatelské zásluhy v oblasti přírodních věd.

Po Ferdinandu Stoličkovi je pojmenováno několik živočišných druhů (výběr)
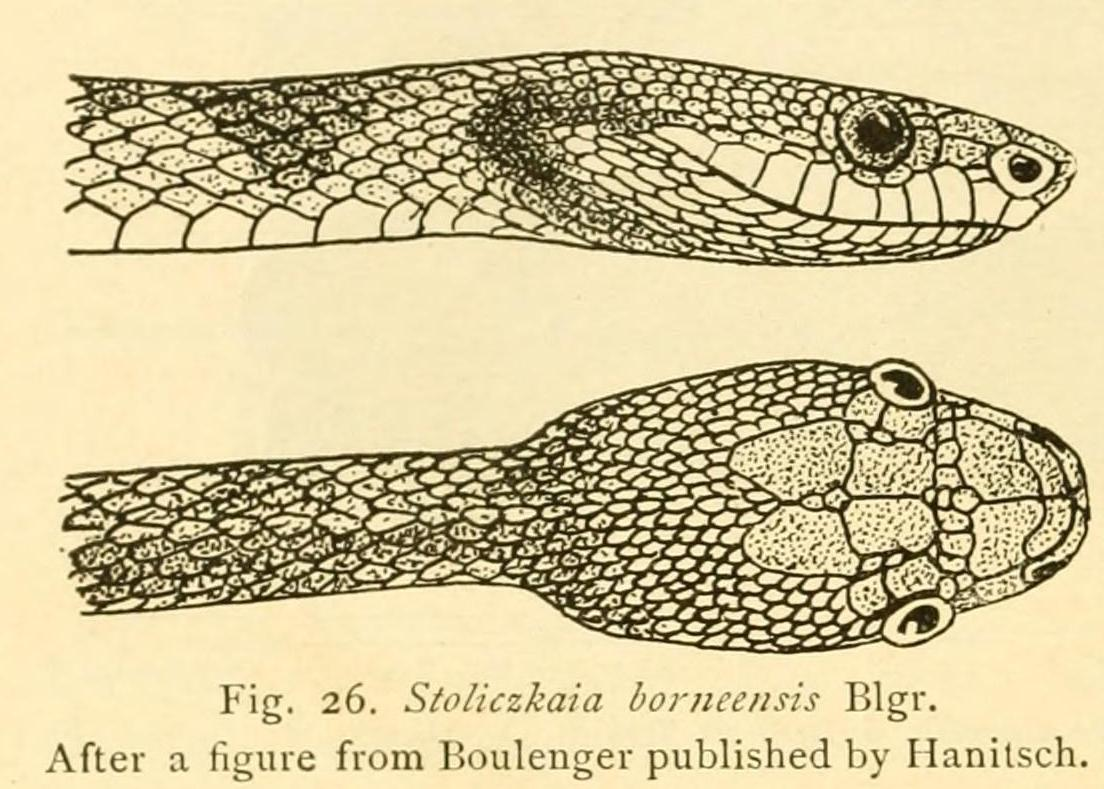
Stoliczkaia borneensis
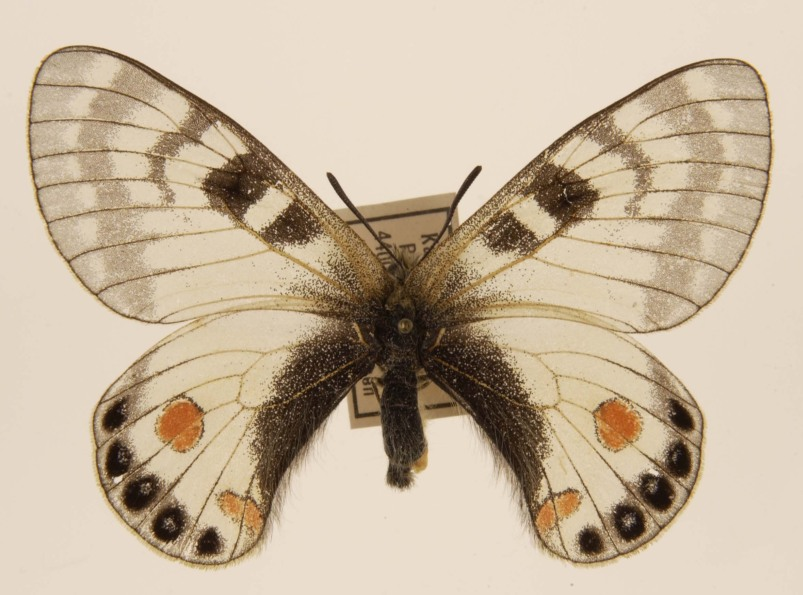
Parnassius stoliczkanus
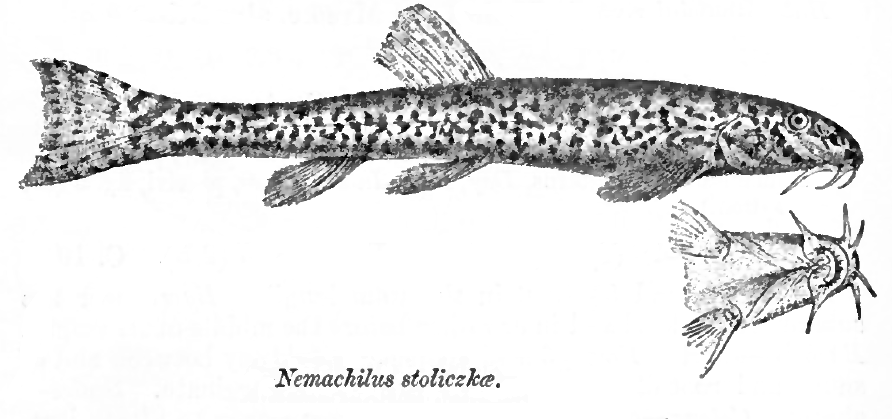
Triplophysa stoliczkai
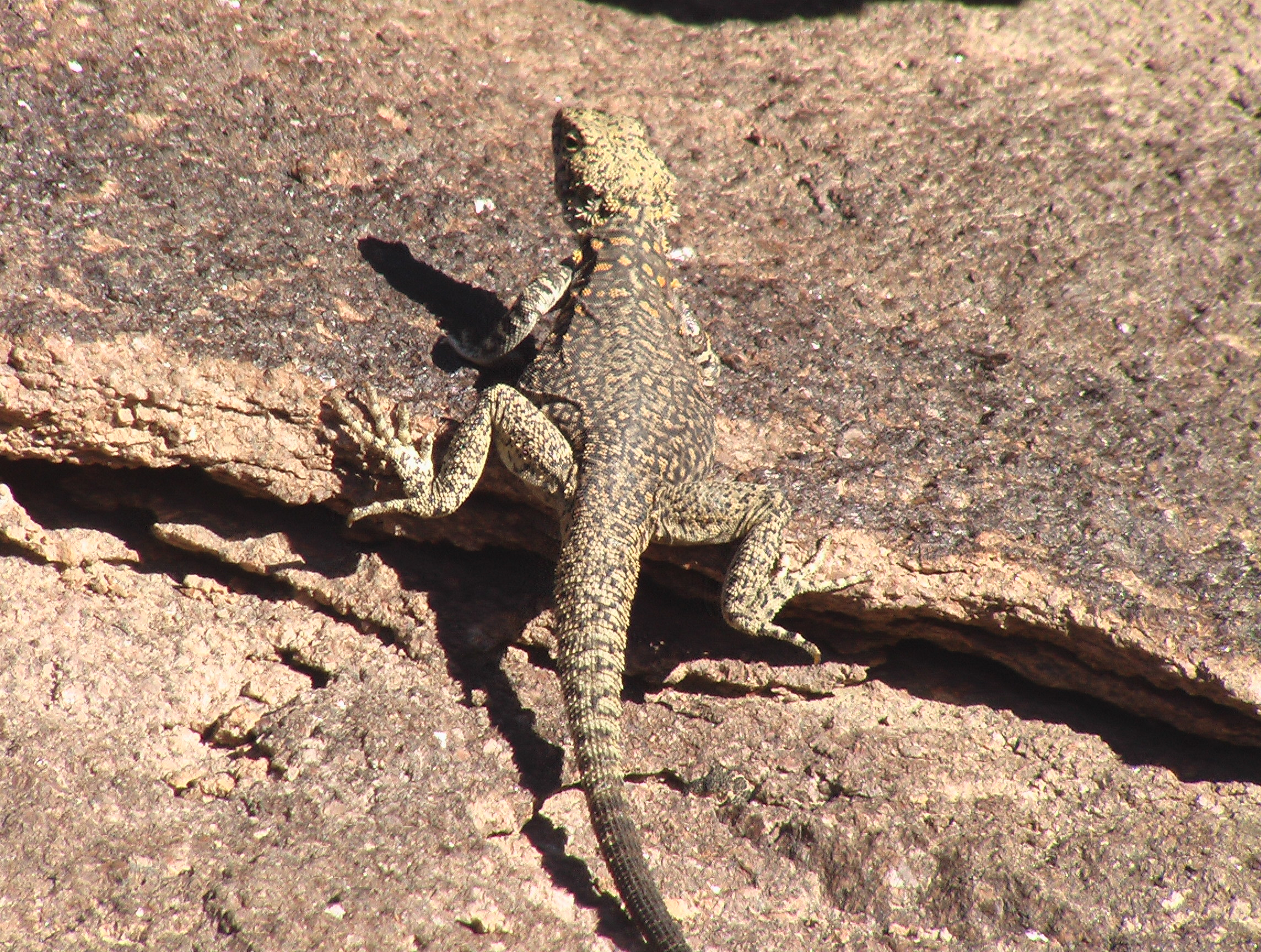
Laudakia stoliczkana
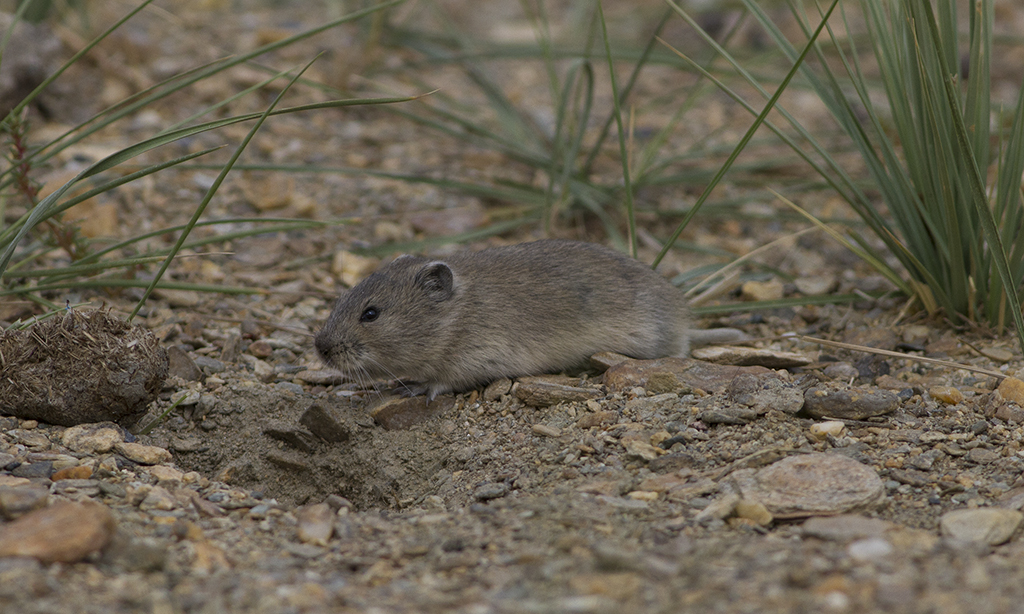
Alticola stoliczkanus
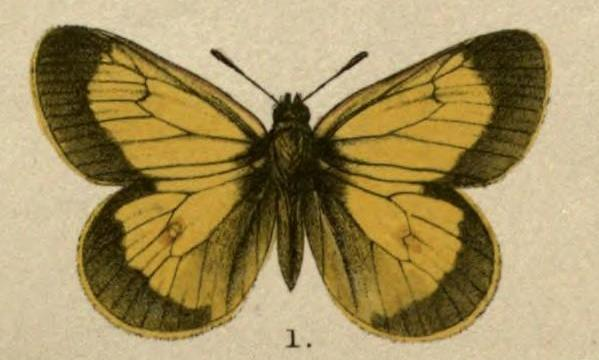
Colias stoliczkana